# Михаило Бјелица
Др Михаило Бјелица био је новинар, хроничар и професор новинарства. Рођен је 1933. године у Врбици код Никшића. Дипломирао је књижевност и докторирао на Филозофском факултету у Београду на тему Политичка штампа у Србији 1834–1872. Новинарством је почео да се бави 1960. године као сарадник новосадског недељника Трибина. Од 1962. године радио је у Југословенском институту за новинарство, најпре као сарадник и уредник, а затим као руководилац научно-истраживачког сектора, главни и одговорни уредник часописа Новинарство, научни саветник и директор Института.
Највећи део своје професионалне каријере Михаило Бјелица је био истраживач историје новинарства и масовних комуникација.
Уредио је 
- Лексикон новинарства и књигу
- Два века српског новинарства.

Аутор је више значајних дела из историје новинарства:
- Велике битке за слободу штампе,
- Хроника српског новинарског удружења 1881–1941,
- Штампа и друштво,
- Историја новинарства,
- Медији и политичка моћ,
- Новинарство у теорији и пракси...

Упоредо с истраживачким, бавио се и педагошким радом: предавао је историју новинарства у Југословенском институту за новинарство, Филозофском факултету и Факултету политичких наука као редовни професор. Био је члан Удружења новинара Србије од 1971. године. Добитник је Награде за животно дело Савеза новинара Србије и Црне Горе.
Преминуо је у Београду 23. априла 2007. године.